# Шарлотта Йоганна Вальдек-Вільдунгенська
Шарлотта Йоганна Вальдек-Вільдунгенська (нім. Charlotte Johanna von Waldeck-Wildungen, 13 грудня 1664 — 1 лютого 1699) — графиня з Вальдекського дому, донька графа Вальдек-Вільдунгенського Йозіаса II та графині Нассау-Зігенської Вільгельміни Крістіни, друга дружина герцога Саксен-Заальфельду Йоганна Ернста.

## Біографія
Народилась 13 грудня 1664 року в Арользені. Була четвертою дитиною та третьою донькою в родині графа Вальдек-Вільдунгенського Йозіаса II та його дружини Вільгельміни Крістіни Нассау-Зігенської. Втім, всі старші діти пішли з життя до її народження. Згодом сімейство поповнилося ще двома синами та донькою, однак і ті померли немовлятами.
Батько був співправителем свого старшого брата Крістіана Людвіга в амтах Вільдунген, Веттербург і Ландау. Сімейство мешкало у замку Фрідріхштайн, який Йозіас почав перебудовувати у стилі французького бароко. Граф загинув, перебуваючи у лавах люнебурзького війська, під час облоги Кандії в ході Критської війни. Шарлотті Йоганні в той час було 5 років. Матір більше не одружувалася.
У 25 роки дівчина стала дружиною 32-річного герцога Саксен-Заальфельду Йоганна Ернста. Весілля пройшло 2 грудня 1690 у Маастрихті. Наречений був удівцем і мав трьох малолітніх дітей від першого шлюбу. У подружжя з'явилося семеро спільних нащадків.
Заальфельдський замок в той час тільки будувався.  Йоганна Ернста називали кмітливим, стійким і справедливим правителем.
Шарлотта Йоганна пішла з життя за три місяці після народження молодшої доньки, 1 лютого 1699 року в Гільдбурггаузені. Була похована у крипті церкви Йоанна Хрестителя в Заальфельді.

## Родина
Чоловік —  Йоганн Ернст
Діти:

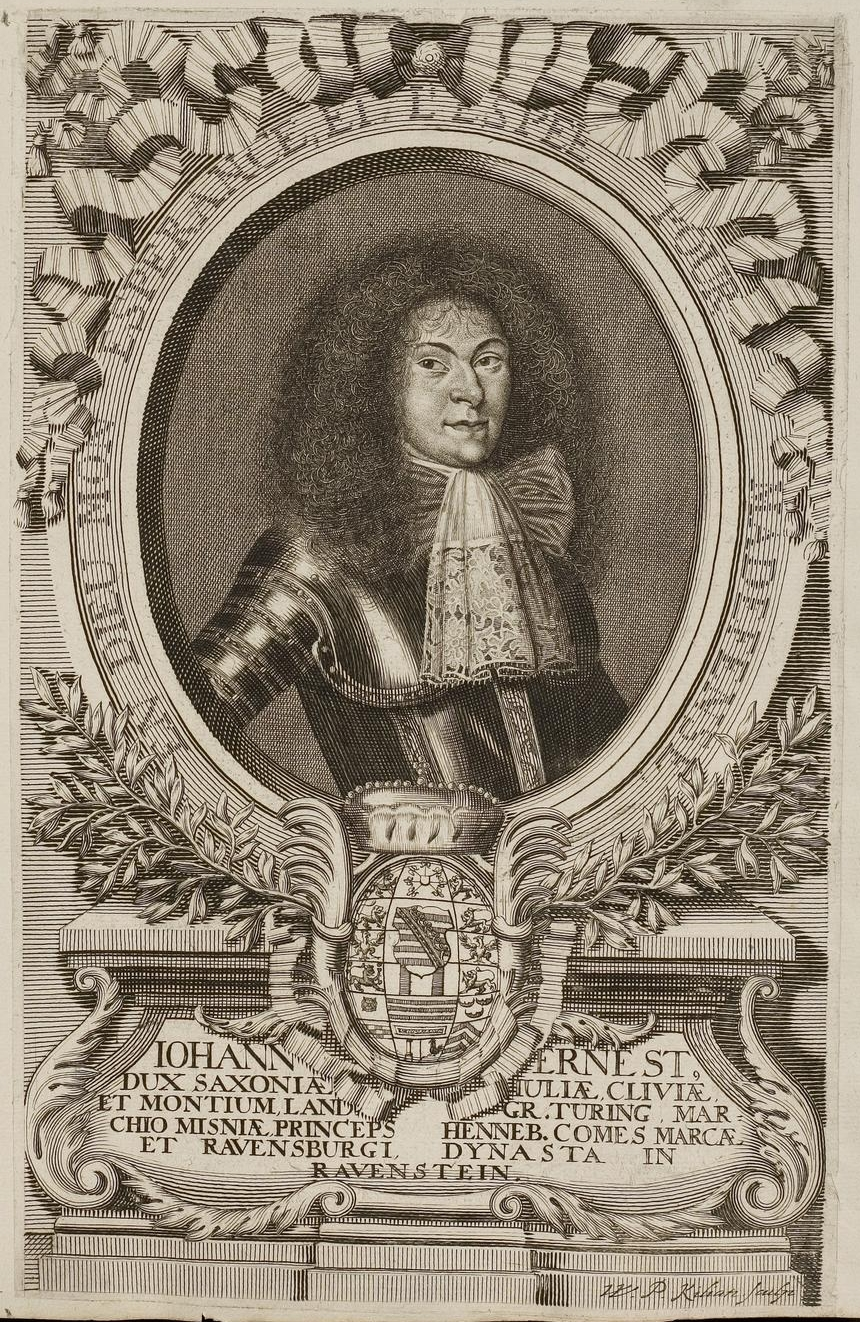
Йоганн Ернст на гравюрі В. Ф. Кіліана, 1679

- Вільгельм Фрідріх (1691—1720) — одруженим не був, дітей не мав;
- Карл Ернст (1692—1720) — одруженим не був, дітей не мав;
- Софія Вільгельміна (1693—1727) — дружина князя Шварцбург-Рудольштадту Фрідріха Антона, мала трьох дітей;
- Генрієтта Альбертіна (1694—1695) — прожила 9 місяців;
- Луїза Емілія (1695—1713) — одружена не була, дітей не мала;
- Шарлотта (30 жовтня—2 листопада 1696) — прожила 3 дні;
- Франц Йозіас (1697—1764) — герцог Саксен-Кобург-Заальфельду у 1745—1764 роках, був одруженим із принцесою Анною Софією Шварцбург-Рудольштадтською, мав восьмеро дітей;
- Генрієтта Альбертіна (1698—1728) — одружена не була, дітей не мала.